# Zamek w Humaniu
Zamek w Humaniu – zamek zbudowany w XVII w. przez Walentego Aleksandra Kalinowskiego, starostę  bracławskiego i winnickiego w Humaniu.

## Historia
W 1609 roku Humań przez Sejm Rzeczypospolitej został ofiarowany Walentemu Aleksandrowi Kalinowskiemu, staroście bracławskiemu i winnickiemu. W 1648 r. Kozacy pod dowództwem pułkownika Krzywonosa i Gandzy opanowali zamek i stacjonowali w nim przez kilka lat. W 1654 r. Polacy pod dowództwem Stanisława Rewery Potockiego, hetmana wielkiego koronnego  przystąpili do szturmu zamku, bronionego przez Iwana Bohuna, ale odstąpiło od oblężenia. 20 stycznia 1655 r. Stanisław Rewera Potocki z Tatarami drugi raz próbował zdobyć Humań, ale odstąpił od oblężenia na wieść, że Chmielnicki podąża z odsieczą. 
Feliks Kazimierz Potocki, podstoli koronny, wojewoda sieradzki i krakowski, hetman polny i wielki koronny, właściciel Humania, Podhajec i Krystynopola, zmarł w 1702 roku. Nowym właścicielem zamku został jego syn – Stanisław Potocki, wojewoda bełski, który odrestaurował zamek. Po jego bezdzietnej śmierci w 1732 r. majątek przeszedł na jego bratanka Franciszka Salezego Potockiego, krajczego koronnego, właściciela Krystynopola, który rządy nad zamkiem powierzył Rafałowi Deszpot Mładanowiczowi. Deszpot zamek wzmocnił i uzbroił wały w 22 armaty. Nową fortyfikację z dwoma bramami wokół Starego Miasta ukończono budować w dniu 28 marca 1761.  
W 1768 roku w czasie koliszczyzny, na skutek zdrady milicjanta Gonty, całą załogę warowni wymordowali zbuntowani chłopi pod dowództwem Żeleźniaka.

## Architektura
W XV wieku obronny zamek był budowlą drewnianą z basztami, wałami i otoczoną fosą, która dawała gwarancję bezpieczeństwa dla mieszkańców. Warownia obok zamków w Haliczu i w Jazłowcu była najlepiej ufortyfikowaną budowlą na szlakach tatarskim. Kozacy po zdobyciu zamku w 1648 r. jeszcze bardziej go umocnili. Zamek był budowlą imponującą, niezdobytą warownią podobną do zamku w Bredzie. Na rogach miał cztery baszty. Ze wszystkich stron otaczały go potrójne mury, wały i suche fosy. W tym czasie Humań nazywano Ukraińską Bredą. Fortyfikacje na zlecenie Potockiego wzmocniono w 1761 roku.